# Облава «Зелёный билет»

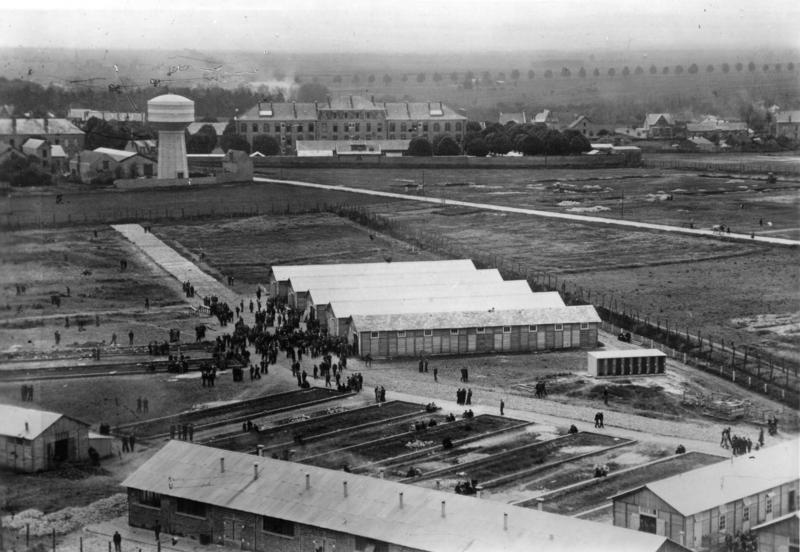
Концентрационный лагерь Питивье в 1941 году

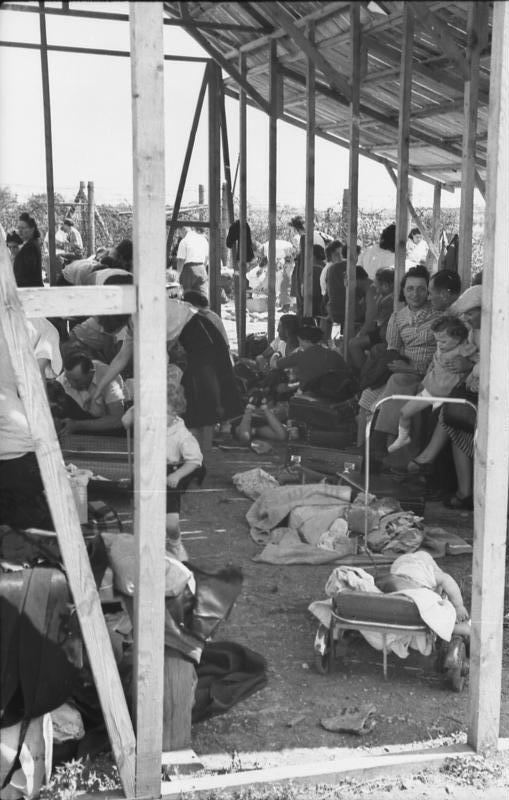
Посещение семьями заключённых в лагере Бон-ла-Роланд в 1941 году

Облава «Зелёный билет» (фр. Rafle du billet vert) — крупная серия массовых арестов евреев, совершённая во Франции во время Второй мировой войны. 14 мая 1941 года 3700 еврейских мужчин (в основном иностранных граждан) было арестовано и доставлено на вокзал Аустерлиц, а затем заключено в транзитные лагеря Питивье и Бон-ла-Роланд. Женщины и дети последовали за ними с 19 по 22 июля 1942 года из Вель д’Ив.

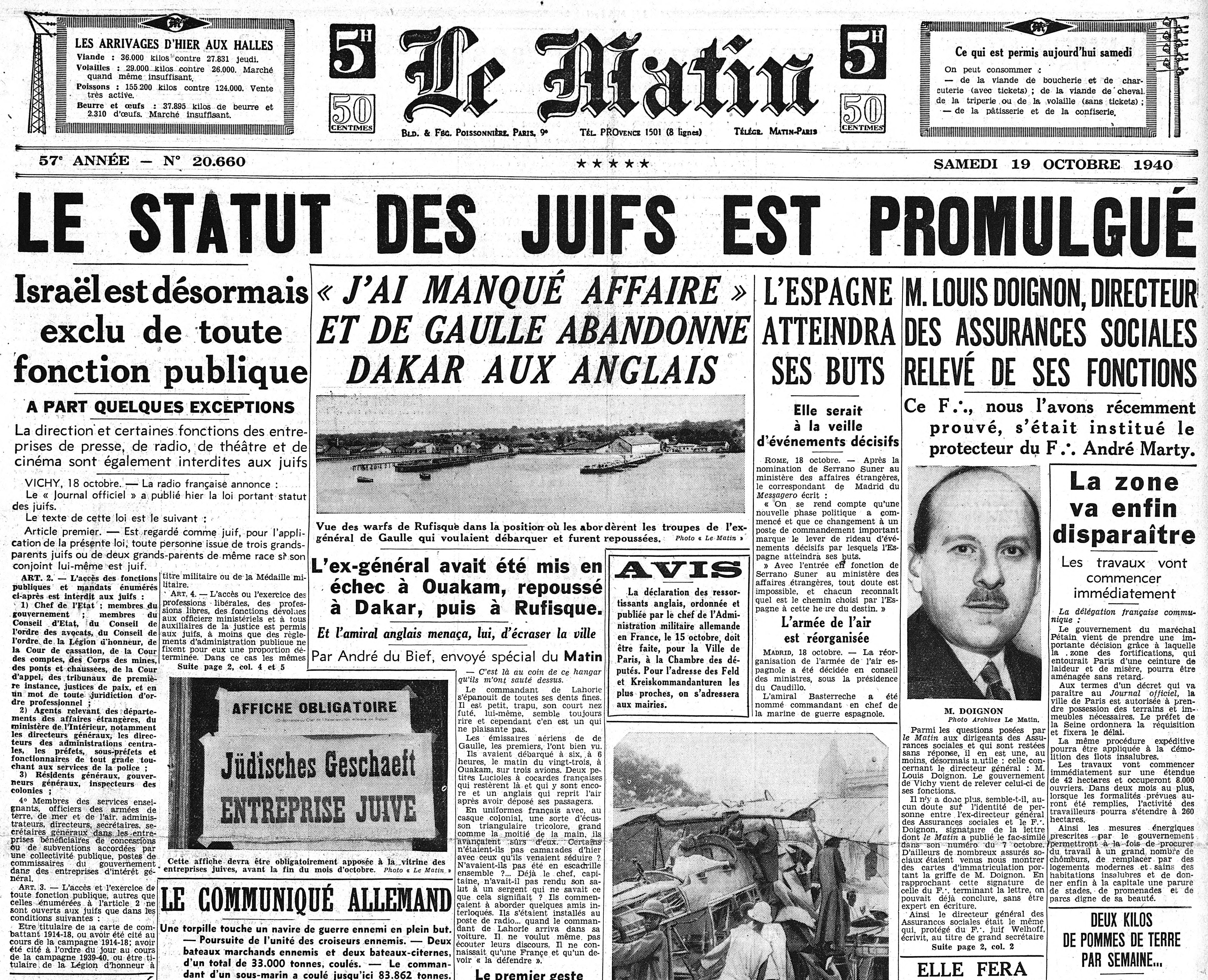
Выпуск парижской газеты Le Matin от 19 октября 1940 года с объявлением о принятии «Декрета о евреях»

10 мая 1940 года немцы вторглись во Францию. 14 июня 1940 года был захвачен Париж, а 22 июня Франция капитулировала. В её южной части было создано пронацистское государство со столицей в Виши, во главе с маршалом Петеном. К 10 мая 1940 года во Франции проживали 350 тысяч евреев. Из этого числа погибли 83 тысячи человек. В «зоне Виши» собрались 195 тысяч евреев Франции. Остальные остались в оккупированной немцами зоне. Законом от 4 октября 1940 года, подписанным маршалом Петеном, иностранных евреев («les ressortissants étrangers de race juive») было разрешено интернировать в лагеря. Накануне, 3 октября был принят «Декрет о евреях», ограничивающий их передвижение, доступ в общественные места и профессиональную деятельность. 29 марта 1941 года был создан Генеральный комиссариат по еврейским вопросам и было интернировано около 5000 евреев из парижской агломерации. В марте 1941 года под Парижем был создан транзитный лагерь Дранси, который с 20 августа 1941 года стал крупнейшим центром депортации евреев из Франции в лагеря смерти нацистской Германии в Польше (всего было отправлено более 70 000 человек). В мае 1941 года в Луаре, в 100 километрах к югу от Парижа, созданы лагеря в Питивье и Бон-ла-Роланд. Эти города были выбраны из-за близости к столице, доступа по железной дороге и наличия лагерей для военнопленных (с колючей проволокой и вышками). Управляла лагерями администрация департамента Луаре в Орлеане. Начались массовые облавы.

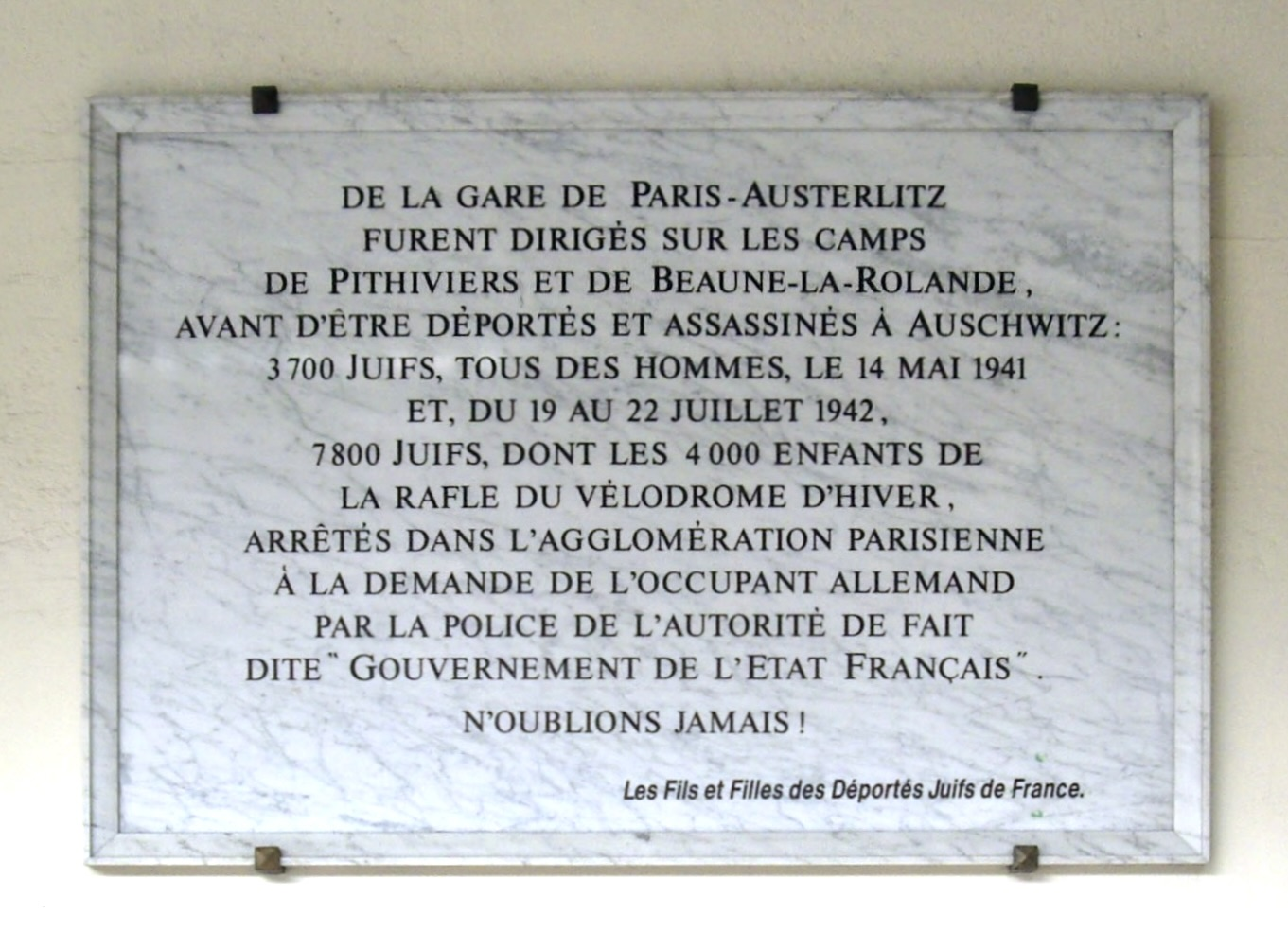
Мемориальная доска в память о евреях, депортированных из Франции, на вокзале Аустерлиц: «С вокзала Аустерлиц были направлены в лагеря Питивье и Бон-ла-Роланд для депортации и убийства в Освенциме: 3700 евреев, все мужчины, 14 мая 1941 года и с 19 по 22 июля 1942 года 7800 евреев, в том числе 4000 детей из Вель д’Ив, арестованных в парижской агломерации по требованию немецких оккупантов полицией так называемого „Французского Государства“»

Отдельные аресты евреев во Франции начали происходить ещё в 1940 году, первые же крупные облавы относятся к 1941 году. Первая массовая облава в оккупированной зоне была проведена 14 мая 1941 года.
Еврейские мужчины (в основном иностранцы) получили вызов в различные места «для обсуждения ситуации». Их список был создан по результатам переписи, проведённой в сентябре 1940 года французскими властями по приказу немцев. Согласно вызову, их должен был сопровождать член семьи или друг. Сопровождающий нужен был, чтобы искать для арестованного одежду и продукты. 3700 мужчин были арестованы в парижской агломерации, эта операция была названа «облавой „Зелёный билет“» и произошла за 14 месяцев до облавы «Вель д’Ив».
Автобусами арестованных свезли на вокзал Аустерлиц, откуда в тот же день их отправили поездом в Луаре. 1700 человек доставили в лагерь Питивье, 2000 — в Бон-ла-Роланд. Там они будут оставаться в течение года. 
8 мая 1942 года 289 евреев, арестованных при облаве «Зелёный билет», были переправлены конвоем в лагерь Руалье в Компьене. Они были в основном депортированы в Освенцим 5 июня 1942 года конвоем № 2 в рамках подготовки к облавам лета 1942 года, чтобы освободить место для новых заключённых, которые теперь будут с семьями. Три эшелона увезли евреев, арестованных при облаве «Зелёный билет», прямо в Освенцим: 25 июня и 17 июля 1942 года из Питивье, 28 июня из Бон-ла-Роланд.
Вторая облава состоялась 20—21 августа 1941 года, около 4200 жертв — как французских евреев, так и иностранных граждан — были отправлены в концентрационный лагерь Дранси в северо-восточном пригороде Парижа.
С 19 по 22 июля 1942 года с вокзала Аустерлиц в лагеря Питивье и Бон-ла-Роланд было отправлено 7800 евреев, в том числе 4000 детей, арестованных в ходе облавы «Вель д’Ив». При этом лагеря были рассчитаны на вдвое меньшее количество заключённых. Не хватало продуктов питания, медикаментов, одеял и одежды. 20 июля бараки в Питивье были переполнены. Прибывшие 21 июля 2000 узников разместили в сарае на соломе. Начались эпидемии, дети стали умирать. Ещё 17 июля французская администрация выразила «пожелание, чтобы конвои до пункта назначения Рейха включали также детей». 31 июля, 3 и 7 августа 1942 году из Питивье, а 5 августа — из Бон-ла-Роланд женщины и подростки старше 15 лет отправлены эшелонами №  13—16 в Освенцим. Дети остались без попечения взрослых. 13 августа из Берлина было получено разрешение на депортацию детей. С 15 по 25 августа дети были депортированы в Дранси, откуда они были депортированы в Освенцим, в основном эшелонами № 20—26 (с 17 по 28 августа 1942 года). Те, кто не попали в эти эшелоны, депортированы позже, в том числе 21 сентября в эшелоне № 35 с железнодорожного вокзала Питивье в Освенцим (самому младшему ребёнку было 2 года).
С сентября 1942 года интернированные евреи содержатся в Бон-ла-Роланд, лагерь Питивье с сентября 1942 года по август 1944 года служит в основном для содержания интернированных коммунистов. В июле 1943 года после инспекции Алоиза Бруннера в Луаре, лагерь Бон-ла-Роланд был закрыт, его заключённые переведены в Дранси.
С 27 марта 1942 года до 11 августа 1944 года из Дранси в Освенцим и Собибор отходили многочисленные эшелоны, в каждом из которых перевозилось примерно по тысяче евреев. В конце 1942 года нацисты оккупировали «зону Виши» и начали депортацию евреев с юга Франции. Часть евреев бежала в Ниццу, занятую Италией. Но после оккупации Ниццы немцами евреи были депортированы и оттуда. Летом 1944 года Франция была освобождена.